# Gabriela Aguirre
Gabriela Silvana Aguirre (Salta, 19 de febrero de 1986) es una exjugadora argentina de hockey sobre césped.

## Trayectoria
Aguirre se formó en Universitario Rugby Club, de su provincia natal. Debutó en la selección nacional en el año 2006. Con Las Leonas se consagró campeona del Champions Trophy en 2008 y 2016. Participó en los Juegos Olímpicos de Río 2016.

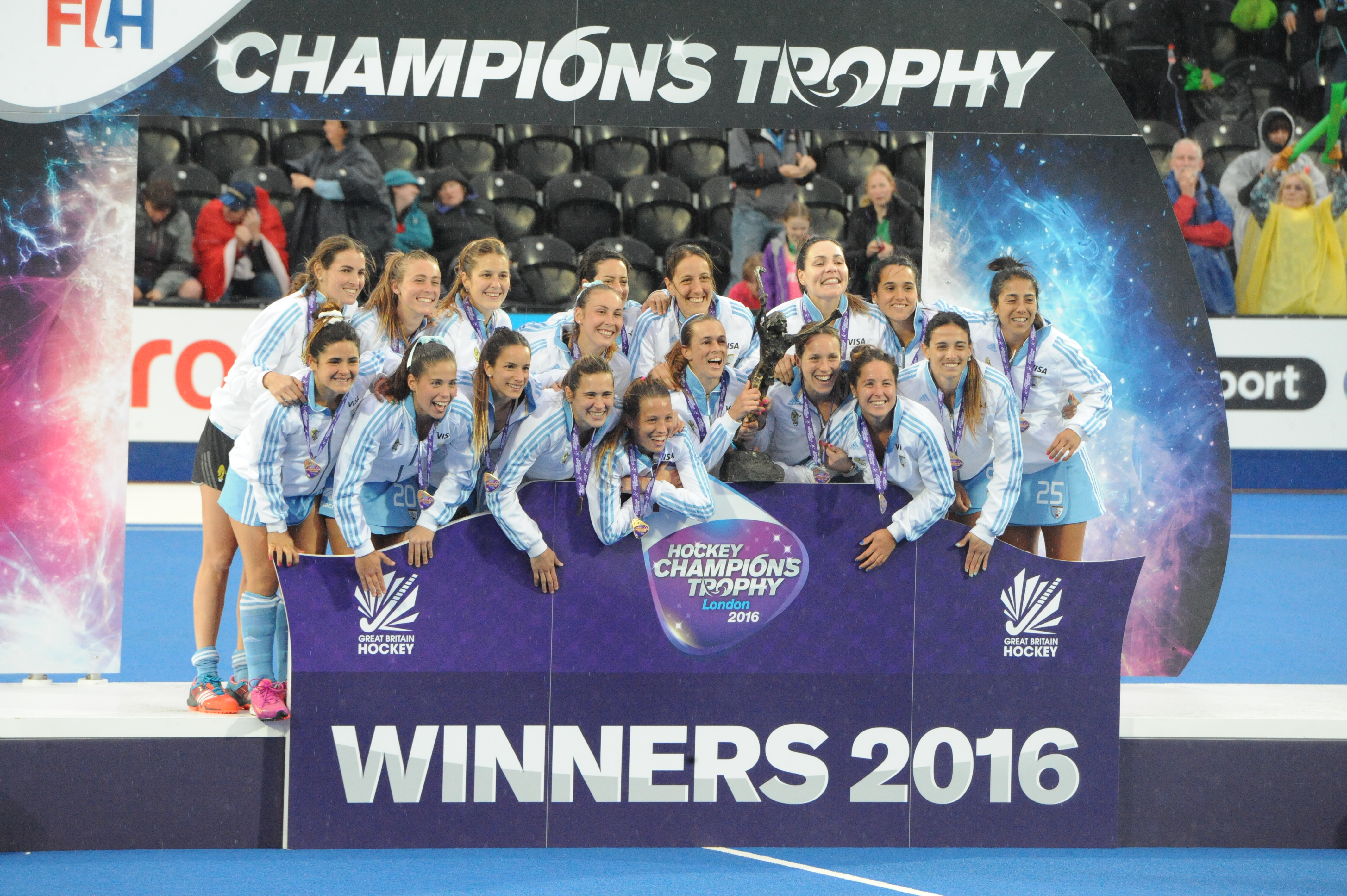
Celebración de la obtención del Champions Trophy 2016.